# Cereipes
Cereipes is een geslacht van hooiwagens uit de familie Assamiidae.
De wetenschappelijke naam Cereipes is voor het eerst geldig gepubliceerd door Roewer in 1935. 

## Soorten
Cereipes is monotypisch en omvat slechts de volgende soort:
- Cereipes angustus